# Erick Scott
Eric Arnoldo Scott Bernard (Limón, 25 de mayo de 1981), más conocido como Eric Scott, es un exfutbolista costarricense. El domingo 19 de febrero de 2017 entró a los libros de la historia del fútbol Nacional de Costa Rica al marcar 4 goles con su equipo Limón en contra de Belén F.C, permitiéndole entrar al Top 10 de los mejores goleadores históricos de la Primera División de Costa Rica.

## Selección nacional
Scott ha hecho 28 apariciones con la selección absoluta de Costa Rica. En la categoría juvenil, que apareció en el Campeonato del Mundo de 2001, celebrada en Argentina, así como los Juegos Olímpicos 2004. Scott hizo su debut con la selección mayor en un partido amistoso contra Ecuador el 16 de octubre de 2002. 
Él ha aparecido en la Copa de Naciones UNCAF 2003 y la Copa de Naciones UNCAF 2005, así como de la CONCACAF 2003 Copa de Oro celebrada en los Estados Unidos. Además, apareció en cinco partidos de clasificación para la Copa Mundial FIFA 2006.

## Clubes
| Club                            | País           | Año         |
| ------------------------------- | -------------- | ----------- |
| Liga Deportiva Alajuelense      | Costa Rica     | 1999 - 2004 |
| Columbus Crew (Préstamo)        | Estados Unidos | 2004        |
| Liga Deportiva Alajuelense      | Costa Rica     | 2005 - 2006 |
| Club Deportivo Marathón         | Honduras       | 2007        |
| Shanghái Shenhua                | China          | 2008        |
| Club Deportivo Marathón         | Honduras       | 2009        |
| Liga Deportiva Alajuelense      | Costa Rica     | 2009 - 2010 |
| Luis Ángel Firpo                | El Salvador    | 2010        |
| Asociación Deportiva San Carlos | Costa Rica     | 2011        |
| Deportivo Saprissa              | Costa Rica     | 2011        |
| Santos de Guápiles (Préstamo)   | Costa Rica     | 2012        |
| Uruguay de Coronado             | Costa Rica     | 2012 - 2013 |
| Club Sport Cartaginés           | Costa Rica     | 2013 - 2014 |
| Uruguay de Coronado             | Costa Rica     | 2014        |
| Limón Fútbol Club               | Costa Rica     | 2015        |
| Municipal Pérez Zeledón         | Costa Rica     | 2016        |
| Limón Fútbol Club               | Costa Rica     | 2016 - 2017 |
| Comunicaciones Fútbol Club      | Guatemala      | 2017        |
| Municipal Liberia               | Costa Rica     | 2018        |
| Limón Fútbol Club               | Costa Rica     | 2018 - 2019 |

## Palmarés

### Títulos nacionales
| Título                         | Equipo                  | País           | Año  |
| ------------------------------ | ----------------------- | -------------- | ---- |
| Primera División de Costa Rica | L. D. Alajuelense       | Costa Rica     | 2000 |
| Primera División de Costa Rica | L. D. Alajuelense       | Costa Rica     | 2001 |
| Primera División de Costa Rica | L. D. Alajuelense       | Costa Rica     | 2002 |
| Primera División de Costa Rica | L. D. Alajuelense       | Costa Rica     | 2003 |
| MLS Supporters' Shield         | Columbus Crew           | Estados Unidos | 2004 |
| Conferencia Este               | Columbus Crew           | Estados Unidos | 2004 |
| Primera División de Costa Rica | L. D. Alajuelense       | Costa Rica     | 2005 |
| Liga Nacional de Honduras      | Club Deportivo Marathón | Honduras       | 2007 |

#### Títulos internacionales
| Título                       | Equipo                  | Sede          | Año  |
| ---------------------------- | ----------------------- | ------------- | ---- |
| Copa Interclubes de la Uncaf | L. D. Alajuelense       | Costa Rica    | 2002 |
| Copa Centroamericana         | Selección de Costa Rica | Panamá        | 2003 |
| Copa Centroamericana         | Selección de Costa Rica | Guatemala     | 2005 |
| Copa Interclubes de la Uncaf | L. D. Alajuelense       | Centroamérica | 2005 |

## Participaciones internacionales

### Juegos Olímpicos
| Juegos                     | Año  | Sede   | Resultado        |
| -------------------------- | ---- | ------ | ---------------- |
| Juegos Olímpicos de Atenas | 2004 | Grecia | Cuartos de final |

### Copas de Oro
| Copa        | Sede           | Año  | Resultado    |
| ----------- | -------------- | ---- | ------------ |
| Copa de Oro | Estados Unidos | 2003 | Cuarto lugar |